# À nous l'éternité
Pour plus de détails, voir Fiche technique et Distribution.
À nous l'éternité est un film québécois réalisé par Paul Barbeau sorti en 2018.
Après plusieurs présentations dans des festivals, le film ne sort pas en salle mais directement en vidéo sur demande puis fut diffusé sur les ondes de TV5 Monde.

## Synopsis
Antoine a 20 ans et veut réaliser son rêve : devenir un grand chef cuisinier. Il quitte son emploi au restaurant de sa mère dans le Vieux-Québec pour aller travailler comme soudeur à Portneuf. Il compte ainsi ramasser assez d'argent pour partir pour Paris où il compte étudier à l'école de cuisine Ferrandi. Il rencontre deux sœurs de Donnacona et commence une relation avec la plus âgée causant une certaine tension chez la plus jeune. Antoine devra prendre plusieurs décisions qui, comme les jeunes de son âge, décideront de son avenir.

## Fiche technique
Sauf indication contraire, les informations mentionnées dans cette section peuvent être confirmées par la base de données cinématographiques IMDb,  présente dans la section « Liens externes ».
- Titre original : À nous l'éternité
- Titre anglais : We Have Forever
- Réalisation : Paul Barbeau
- Scénario : Paul Barbeau
- Musique : Sacha Daoud
- Direction artistique : Diana Le Nézet
- Costumes : Clara Palardy
- Maquillage : Éloïse Bourbeau
- Photographie : Christophe Dalpé
- Son : Marcel Chouinard, Estelle Abou, Isabelle Lussier
- Montage : Laurent Bernier
- Production : Martin Henri
- Société de production : Fairmount Films
- Sociétés de distribution : Fairmount Films
- Pays de production :  Canada
- Langue originale : français
- Format : couleur — format d'image : 1,78:1
- Genre : drame
- Durée : 81 minutes
- Tournage : Québec, Donnacona, Neuville, Portneuf, Lachine (Montréal) et Paris[1],[2]
- Dates de sortie :
  - Canada : 21 septembre 2018 (première au Cinéfest Sudbury (en))
  - Allemagne : 22 novembre 2018 (Festival international du film de Mannheim-Heidelberg)[3]
  - Canada : 23 février 2019 (première québécoise aux 37e Rendez-vous Québec Cinéma)
  - Canada : 16 avril 2019 (VSD)

## Distribution
- Antoine DesRochers : Antoine Despins
- Léa Jaouich : Léa Kayal
- Sarah Mottet : Sara Kayal
- Émile Schneider : Clément Schneider
- Nian Duval : Sylvie Despins, mère d'Antoine
- Steve Berthelotte : père de Léa et Sara
- Joëlle Camille : mère de Léa et Sara
- Stéphane Brulotte : père d'Antoine
- Michel Mpambara : Ismaël
- Joey Macintosh : Joey
- Kevin Bissonnette : délinquant

## Distinctions

### Récompenses
- 2019 : 
  - Festival du film indépendant de Londres : Meilleur long métrage
  - Festival du film de Tallahassee : Prix du choix du meilleur réalisateur
  - Festival international du film  du Canada : Prix de l'excellence

### Nominations
- 2018 : 
  - Festival international du film de Mannheim-Heidelberg : Grand prix du nouveau venu
  - Festival international du film d'Edmonton (en) : Meilleur long métrage canadien